# Anne-Marie de Beaufort d'Hautpoul
Anne-Marie Gauthier Coutance de Montgeroult, conocida también como Anne-Marie Gauthier de Beaufort d'Hautpoul o como la condesa de Beaufort d'Hautpoul, (París, 9 de mayo de 1763 - 20 de octubre de 1837 fue una aristócrata y escritora francesa que incursionó en el género de la poesía y la opéra-comique, género lírico francés que surgió en el siglo XVIII.

## Obras
Novelas
- Zilia, novela pastoral; Toulouse, 1789, 1790, 1796, 1797. En 1820 se publicó una nueva edición que incluyó una serie de poesías.
- Childéric, roi des Francs, novela, París, Cocheris, 1805 y 1809, 2 vol.;

Otros
- Sapho à Phaon, héroïde, galardonada por la Académie des Jeux floraux, Toulouse, 1790.
- Les Violettes, Toulouse, an VII,° ;
- Achille et Déidamie, Toulouse, Bénichet frères, an VIII,° ;
- La Mort de Lucrèce, héroïde, imitación libre del l’Achilléide de Stace, Toulouse, año VIII.
- Athénée des Dames, sólo reservado para mujeres, París, 1808, 6 vol., con figuras.
- Séverine, París, Frechet, 1808, 6 vol.
- Clémentine, ou l’Évélina française, París, Collin, 1809, 4 vol.
- Arindal, ou le jeune peintre, París, Nicolle, 1810 y 1811, 2 vol.
- Rhétorique de la Jeunesse, ou traité sur l’éloquence du geste et de la voix, París, Bossange, 1809 y 1820.
- Poésies diverses, dedicadas a Luis XVIII de Francia, París, François Louis, 1820.
- Les Habitants de l’Ukraine, ou Alexis et Constantin, París, François Louis, 1820.
- Manuel de littérature à l’usage des deux sexes, París, François Louis, 1821.
- Cours de littérature ancienne et moderne, à l’usage des jeunes demoiselles, París, Bossange et Masson, 1815, 2 vol., revisado y aumentado en un tercer volumen, Sur la littérature étrangère, París, 1821.
- Contes et novelles de la grand’mère, ou le séjour au château pendant la neige, París, Lepetit, 1822 y 1823, 2 vol.
- Études convenables aux demoiselles, à l’usage des écoles et des pensions, nueva edición revisada y ampliada. Gramática de novelle Division de la France y de una Suite à l’Histoire de France, depuis la mort de Louis XVI jusqu’à l’avènement de Louis XVIII, París, 1822, 2 vol.
- Charades mises en action mêlées de couplets et de vaudeville ou nouveau théâtre de société, París, Vernarel et Tenon, 1823.
- Le Page et la Romance, París, Vernarel et Tenon, 1824, 3 vol.
- Encyclopédie de la jeunesse, ou abrégé de toutes les sciences, París, Vernarel et Tenon, 1825.
- Manuel complet du style épistolaire ou choix de lettres puisées dans nos meilleurs auteurs, précédé d'instructions sur l'art épistolaire et de notices biographiques, París, Editions Roret, 1835, supuestamente escrito por Félix Biscarrat;
- Notice sur Mme la marquise de Nogaret-Gévaudan en la Biographie des femmes auteurs contemporaines françaises, Armand-Aubrée, 1836.